# Tăcuta
Tăcuta é uma comuna romena localizada no distrito de Vaslui, na região de Moldávia. A comuna possui uma área de 62.11 km² e sua população era de 3412 habitantes segundo o censo de 2007.